# Longomontanus (hố)
Longomontanus là một hố Mặt Trăng cổ đại (hố va chạm) nằm ở phía nam của vùng cao đồi núi và về phía tây nam của hố Tycho.
Hố Longomontanus xuất hiện đặc biệt ở hình bầu dục bởi vì sự phóng đại. Tiếp giáp ở phía đông nam của hố Longomontanus là hố lớn hơn Clavius, và tiếp giáp ở phía đông là hố Maginus. Tiếp giáp ở vành phía bắc là hố Montanari - hố này liên hợp ở vành phía bắc của nó với hố Wilhelm.
Vành tường của hố Longomontanus bị mòn nặng vì sự va chạm trong quá khứ, vành hố bao gồm những bậc thang cao đắp xung quanh. Vành phía bắc đặc biệt bị ảnh hưởng bởi nhiều hố chồng chéo lên nhau. Về phía đông của vành hố là một sườn hình bán nguyệt có vành chồng lên nhau. Thềm hố Longomontanus tương đối bằng phẳng, với một vài lỗ thủng nhỏ về phía tây.

## Hố vệ tinh

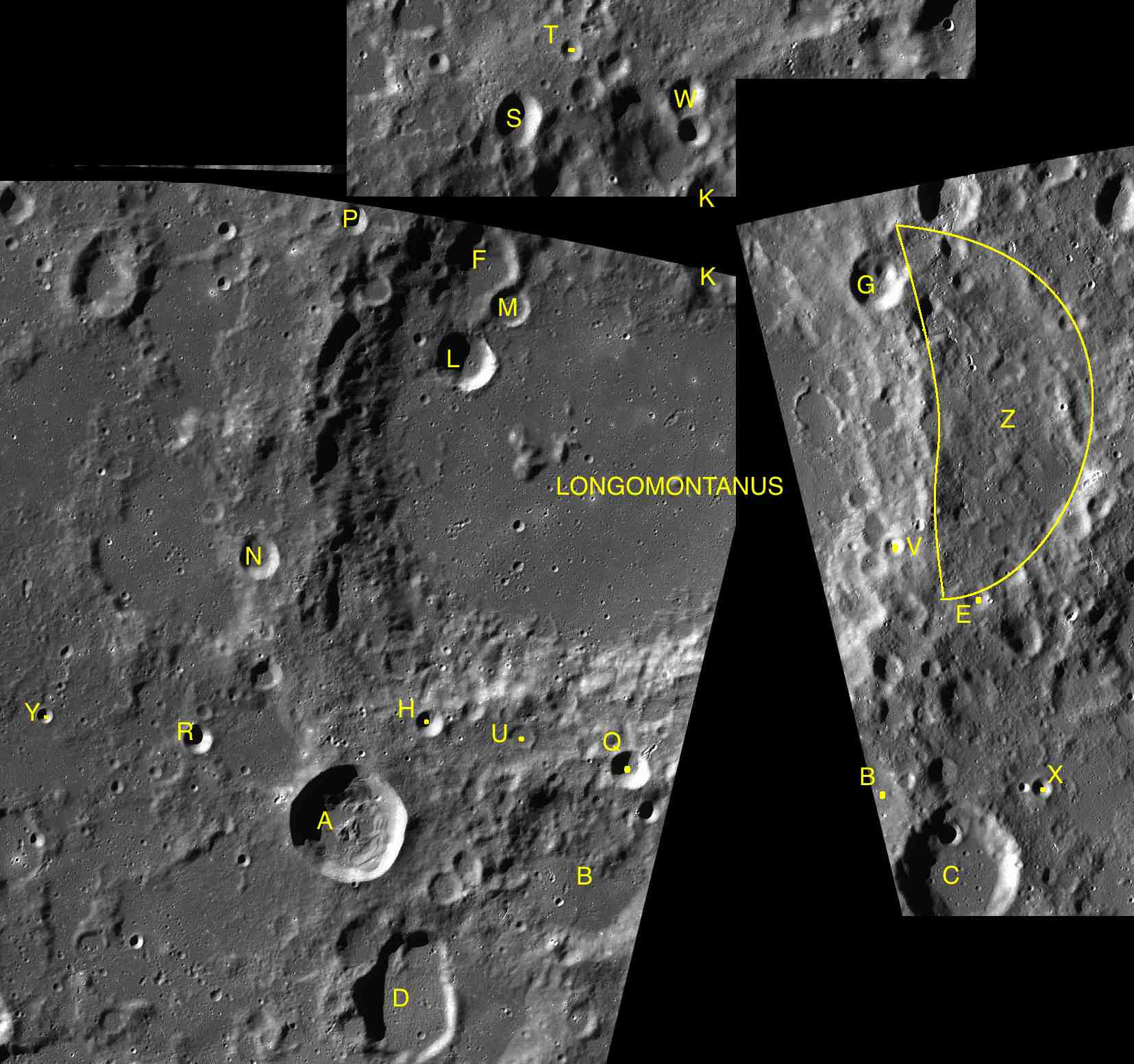
Hố Longomontanus và các hố vệ tinh của nó.

Theo quy ước, những tính chất này được xác định trên bản đồ bằng cách đặt từng chữ cái là tâm của các hố vệ tinh gần với Longomontanus nhất.
| Longomontanus | Vĩ độ   | Kinh độ | Đường kính |
| ------------- | ------- | ------- | ---------- |
| A             | 52.8° N | 24.0° T | 29 km      |
| B             | 52.9° N | 20.7° T | 48 km      |
| C             | 53.4° N | 19.0° T | 31 km      |
| D             | 54.3° N | 22.9° T | 29 km      |
| E             | 51.4° N | 18.0° T | 8 km       |
| F             | 48.2° N | 23.5° T | 19 km      |
| G             | 48.7° N | 18.5° T | 15 km      |
| H             | 52.0° N | 23.2° T | 7 km       |
| K             | 47.9° N | 20.9° T | 15 km      |
| L             | 49.1° N | 23.6° T | 16 km      |
| M             | 48.6° N | 23.2° T | 10 km      |
| N             | 50.8° N | 25.7° T | 12 km      |
| P             | 48.1° N | 25.3° T | 7 km       |
| Q             | 52.0° N | 20.5° T | 11 km      |
| R             | 52.4° N | 26.1° T | 9 km       |
| S             | 47.4° N | 23.3° T | 12 km      |
| T             | 46.8° N | 22.7° T | 5 km       |
| U             | 52.0° N | 22.0° T | 7 km       |
| V             | 50.7° N | 18.9° T | 5 km       |
| W             | 47.1° N | 21.3° T | 10 km      |
| X             | 53.0° N | 17.7° T | 5 km       |
| Y             | 52.3° N | 28.2° T | 4 km       |
| Z             | 50.0° N | 18.7° T | 95 km      |